# Ludwig Schotten
Ludwig Conrad Wilhelm Ferdinand Schotten (* 13. März 1853 in Oldenburg; † 22. August 1913 in Straßburg) war ein preußischer Generalleutnant und Inspekteur der 3. Kavallerie-Inspektion.

## Leben

### Herkunft
Ludwig war ein Sohn des preußischen Oberstleutnants Hieronymus Schotten (1822–1897) und dessen Ehefrau Friederike, geborene Hegeler (1830–1906).

### Militärkarriere
Schotten besuchte die Vorschule und das Gymnasium in Oldenburg sowie das Kadettenhaus in Bensberg. Nach dem Beginn des Krieges gegen Frankreich wurde er am 2. August 1870 als charakterisierter Portepeefähnrich der Ersatzeskadron des 1. Hessischen Husaren-Regiments der Preußischen Armee in Hofgeismar überwiesen. Am 18. Oktober 1870 erfolgte seine Versetzung zum aktiven Regiment nach Frankreich und im weiteren Kriegsverlauf nahm er an den Schlachten bei Loigny-Poury, Orleans, Beaugency-Cravant und Le Mans sowie den Gefechten bei Châteauneuf, Bretoncelles und Alençon teil.
Ausgezeichnet mit dem Eisernen Kreuz II. Klasse avancierte Schotten nach dem Vorfrieden von Versailles Ende März 1870 zum Sekondeleutnant und war ab Oktober 1874 für zwei Jahre zur weiteren Ausbildung zum Militär-Reitinstitut nach Hannover kommandiert. Er stieg Mitte November 1881 zum Premierleutnant auf und wurde 1883 als stellvertretender Adjutant der 21. Division kommandiert. Unter Stellung à la suite seine Regiments erfolgte am 17. Oktober 1883 seine Kommandierung als Adjutant der 19. Kavallerie-Brigade und am 14. August 1886 wurde Schotten unter Belassung in dieser Stellung als Rittmeister in das 2. Rheinische Husaren-Regiment Nr. 9 versetzt. Vom 17. Juni 1887 bis zum 18. September 1891 war er als Eskadronchef im Regiment tätig. Daran schloss sich eine Verwendung als Adjutant beim Generalkommando des XV. Armee-Korps in Straßburg an. In dieser Eigenschaft erfolgte am 14. September 1893 seine Beförderung zum Major. Am 17. Juni 1897 wurde Schotten als etatsmäßiger Stabsoffizier in das Husaren-Regiment „Landgraf Friedrich II. von Hessen-Homburg“ (2. Hessisches) Nr. 14 nach Kassel versetzt. Man beauftragt ihn am 22. Mai 1900 zunächst unter Stellung à la suite mit der Führung des 2. Rheinischen Husaren-Regiments in Straßburg und ernannte ihn mit der Beförderung zum Oberstleutnant am 18. August 1900 zum Regimentskommandeur. Schotten stieg am 27. Januar 1903 zum Oberst auf und wurde am 1. August 1904 mit der Führung der 7. Kavallerie-Brigade in Magdeburg beauftragt, am 18. August 1905 zum Kommandeur dieses Großverbandes ernannt sowie am 14. April 1907 in dieser Eigenschaft zum Generalmajor befördert. Am 22. März 1910 erfolgte seine Versetzung als Inspekteur der 4. Kavallerie-Inspektion nach Saarbrücken. Schotten avancierte am 20. April 1910 zum Generalleutnant und kehrte am 3. April 1911 mit der Ernennung zum Inspekteur der 3. Kavallerie-Inspektion zum dritten Mal in seiner Laufbahn nach Straßburg zurück. Unter Verleihung des Sterns zum Roten Adlerorden II. Klasse mit Eichenlaub wurde er Schotten am 27. Januar 1912 mit Pension zur Disposition gestellt.
Seine Ruhestand verlebt er in Straßburg, wo er am 22. August 1913 bei einem morgendlichen Spazierritt in der Nähe des Kehler Tores unglücklich vom Pferd stürzte und tödliche Verletzungen erlitt.

### Familie
Schotten heiratete am 16. Oktober 1880 in Frankfurt am Main Georgine Andreae (1856–1923), eine Tochter des Hermann Victor Andreae (1817–1889). Das Paar hatte zwei Töchter:
- Maria (* 1881) ⚭ 10. März 1911 Johannes Waitz (1866–1958), preußischer Generalmajor, Direktor des Zentraldepartements im Kriegsministerium
- Pauline (* 1888)